# Caprese Michelangelo
Caprese Michelangelo település Olaszországban, Toszkána régióban, Arezzo megyében. Lakosainak száma 1341 fő (2023. január 1.). Caprese Michelangelo Anghiari, Chitignano, Chiusi della Verna, Pieve Santo Stefano és Subbiano községekkel határos.

## Népesség
A település népességének változása:

## Híres emberek
A település a szülőhelye az olasz reneszánsz és egyben az egyetemes képzőművészet kimagasló mesterének, Michelangelo Buonarrotinak.